# Monuments culturels du district de Podunavlje
Cet article recense les monuments culturels du district de Podunavlje en Serbie.

## Liste
| ID      | Monument | Adresse                                                                   | Municipalité                   | Datation                              | Photo |
| ------- | --- | ------------------------------------------------------------------------- | ------------------------------ | ------------------------------------- | ----- |
| SK 538  | Forteresse de Smederevo                                                                                     | 44° 40′ 07″ N, 20° 55′ 45″ E                                              | Smederevo                      | XVe siècle                            |       |
| SK 539  | Monastère de la Contrition (Staro Selo)                                                                     | 44° 18′ 36″ N, 21° 03′ 24″ E                                              | Velika Plana (Staro Selo)      | 1818                                  |       |
| SK 540  | Église de la Dormition-de-la-Mère-de-Dieu de Smederevo                                                      | Vieux cimetière de Smederevo Narodnog fronta 44° 39′ 47″ N, 20° 55′ 11″ E | Smederevo                      | Première moitié du XVe siècle         |       |
| SK 544  | Monastère de Koporin                                                                                        | 44° 18′ 57″ N, 21° 00′ 04″ E                                              | Velika Plana (Koporin)         | Milieu du XVe siècle                  |       |
| SK 545  | Bâtiment du Tribunal de district à Smederevo                                                                | Trg Republike 2 44° 39′ 56″ N, 20° 55′ 36″ E                              | Smederevo                      | 1886-1888                             |       |
| SK 547  | Vieille mehana de la famille Mladenović à Saraorci                                                          | 44° 29′ 13″ N, 21° 04′ 54″ E                                              | Smederevo (Saraorci)           | Première moitié du XIXe siècle        |       |
| SK 549  | Église en bois Saint-Georges de Krnjevo                                                                     | 44° 23′ 54″ N, 21° 01′ 39″ E                                              | Velika Plana (Krnjevo)         | Milieu du XVIIIe siècle               |       |
| SK 550  | Église en bois Saint-Élie de Smederevska Palanka                                                            | Vase Pelagića 44° 22′ 13″ N, 20° 57′ 07″ E                                | Smederevska Palanka            | Années 1830                           |       |
| SK 551  | Forteresse de Kulič                                                                                         | 44° 42′ 03″ N, 21° 01′ 37″ E                                              | Smederevo (Kulič)              | Fin du XVIIe siècle et début du XVIII |       |
| SK 552  | Église Saint-Gabriel d'Osipaonica                                                                           | 44° 32′ 18″ N, 21° 03′ 40″ E                                              | Smederevo (Osipaonica)         | 1826                                  |       |
| SK 553  | Bâtiment du lycée de Smederevo                                                                              | Trg Slobode 3 44° 39′ 52″ N, 20° 55′ 43″ E                                | Smederevo                      | 1904                                  |       |
| SK 554  | Église Saint-Georges de Smederevo                                                                           | Njegoševa 44° 39′ 55″ N, 20° 55′ 39″ E                                    | Smederevo                      | 1850-1854                             |       |
| SK 555  | Bâtiment de la Première banque de crédit à Smederevo                                                        | Kralja Petra I 5 44° 39′ 57″ N, 20° 55′ 29″ E                             | Smederevo                      | 1903-1904                             |       |
| SK 556  | Vieille kafana de la famille Šterić à Osipaonica                                                            | 44° 32′ 46″ N, 21° 02′ 51″ E                                              | Smederevo (Osipaonica)         | Milieu du XIXe siècle                 |       |
| SK 557  | Atelier commémoratif « Josip Broz Tito » à Smederevska Palanka                                              | 44° 21′ 42″ N, 20° 57′ 49″ E                                              | Smederevska Palanka            | 1923                                  |       |
| SK 558  | Maison de Josip Broz Tito à Smederevska Palanka                                                             |                                                                           | Smederevska Palanka            | Fin du XIXe siècle                    |       |
| SK 559  | Bâtiment du Musée national de Smederevska Palanka                                                           | 44° 21′ 59″ N, 20° 57′ 22″ E                                              | Smederevska Palanka            | 1855-1860                             |       |
| SK 560  | Église de la Transfiguration de Smederevska Palanka                                                         | Karađorđeva 44° 21′ 53″ N, 20° 57′ 23″ E                                  | Smederevska Palanka            | 1865-1890                             |       |
| SK 561  | Bâtiment de la Première coopérative agricole à Azanja                                                       | 44° 26′ 01″ N, 20° 52′ 42″ E                                              | Smederevska Palanka (Azanja)   | 1920-1927                             |       |
| SK 573  | Tombe et monument de Stanoje Glavaš à Baničina                                                              | 44° 17′ 21″ N, 20° 56′ 15″ E                                              | Smederevska Palanka (Baničina) | 1902                                  |       |
| SK 574  | Bâtiment du Vieil abattoir à Velika Plana                                                                   | 44° 20′ 06″ N, 21° 04′ 34″ E                                              | Velika Plana                   | 1886-1928                             |       |
| SK 610  | Église en bois Saint-Pierre-et-Saint-Paul de Lozovik                                                        | 44° 28′ 28″ N, 21° 05′ 09″ E                                              | Velika Plana (Lozovik)         | 1806-1831                             |       |
| SK 612  | Église en bois de la Sainte-Trinité de Selevac                                                              | 44° 29′ 52″ N, 20° 52′ 15″ E                                              | Smederevska Palanka (Selevac)  | 1827-1832                             |       |
| SK 614  | Bâtiment du lycée de Smederevska Palanka                                                                    | Vuka Karadžića 18 44° 22′ 02″ N, 20° 57′ 32″ E                            | Smederevska Palanka            | 1928-1929                             |       |
| SK 621  | Maison en bois à Golobok                                                                                    | 44° 27′ 00″ N, 20° 59′ 53″ E                                              | Smederevska Palanka (Golobok)  | Début du XIXe siècle                  |       |
| SK 699  | Église Saint-Pierre-et-Saint-Paul de Kolari                                                                 | 44° 35′ 08″ N, 20° 53′ 52″ E                                              | Smederevo (Kolari)             | 1847                                  |       |
| SK 702  | Église de l'Ascension de Staro Selo                                                                         | Bulevar oslobođenja 44° 17′ 38″ N, 21° 05′ 30″ E                          | Velika Plana (Staro Selo)      | 1882-1883                             |       |
| SK 704  | Bâtiment de l'ancien hôtel de ville de Smederevo                                                            | 44° 39′ 55″ N, 20° 55′ 37″ E                                              | Smederevo                      | 1928                                  |       |
| SK 707  | Maison de Ljubomir Popović à Kolari                                                                         |                                                                           | Smederevo (Kolari)             | Milieu du XIXe siècle                 |       |
| SK 716  | Maison de Milivoje Manasić à Radinac                                                                        |                                                                           | Smederevo (Radinac)            | Début du XIXe siècle                  |       |
| SK 717  | Ensemble de bâtiments de la famille Milosavljević à Drugovac (ou ensemble de bâtiments de Veronika Klofner) | 44° 32′ 45″ N, 20° 49′ 55″ E                                              | Smederevo (Drugovac)           | XIXe siècle                           |       |
| SK 817  | Église Saint-Gabriel de Kusadak                                                                             | 44° 25′ 22″ N, 20° 49′ 29″ E                                              | Smederevska Palanka (Kusadak)  |                                       |       |
| SK 829  | Église Saint-Pierre-et-Saint-Paul de Lozovik                                                                | 44° 28′ 27″ N, 21° 05′ 08″ E                                              | Velika Plana (Lozovik)         | 1890-1894                             |       |
| SK 830  | Église de la Nativité-de-la-Mère-de-Dieu de Miloševac                                                       | 44° 26′ 31″ N, 21° 06′ 37″ E                                              | Velika Plana (Miloševac)       | 1870                                  |       |
| SK 831  | Église Saint-Georges de Novo Selo                                                                           | 44° 15′ 36″ N, 21° 05′ 29″ E                                              | Velika Plana (Novo Selo)       | 1893                                  |       |
| SK 1708 | Maison d'Ilija Nikolić à Veliko Orašje                                                                      |                                                                           | Velika Plana (Veliko Orašje)   | Milieu du XIXe siècle                 |       |
| SK 1709 | Maison de Vladislav Ćertić à Kusadak                                                                        |                                                                           | Smederevska Palanka (Kusadak)  | Milieu du XIXe siècle                 |       |
| SK 1711 | Maison Nikolajević et pharmacie à Azanja                                                                    |                                                                           | Smederevska Palanka (Azanja)   | 1928-1929                             |       |
| SK 1713 | Villa Klefiš à Velika Plana                                                                                 | Miloša Velikog 79 44° 19′ 46″ N, 21° 04′ 40″ E                            | Velika Plana                   | 1922                                  |       |
| SK 1714 | Vieille maison située 2 rue Ante Protića à Smederevo                                                        | Ante Protića 2 44° 39′ 50″ N, 20° 55′ 26″ E                               | Smederevo                      | Début du XIXe siècle                  |       |
| SK 1717 | Maison en bois de Dragoslav Pašić à Miloševac                                                               |                                                                           | Velika Plana (Miloševac)       | Milieu du XIXe siècle                 |       |
| SK 1718 | Maison natale de Pera Todorović à Vodice                                                                    |                                                                           | Smederevska Palanka (Vodice)   | Milieu du XIXe siècle                 |       |
| SK 1724 | Église Saint-Jérémie de Vrbovac                                                                             | 44° 34′ 17″ N, 20° 57′ 12″ E                                              | Smederevo (Vrbovac)            | 1939                                  |       |
| SK 1725 | Église Saint-Gabriel de Rakinac                                                                             | 44° 15′ 47″ N, 21° 03′ 35″ E                                              | Velika Plana (Rakinac)         | 1875                                  |       |
| SK 1726 | Église de la Sainte-Parascève de Veliko Orašje                                                              | 44° 22′ 01″ N, 21° 04′ 54″ E                                              | Velika Plana (Veliko Orašje)   | 1890                                  |       |
| SK 1727 | Église de la Sainte-Trinité de Vranovo                                                                      | 44° 36′ 05″ N, 20° 59′ 29″ E                                              | Smederevo (Vranovo)            | 1893                                  |       |
| SK 1728 | Église de l'Ascension de Golobok                                                                            | 44° 27′ 10″ N, 21° 00′ 19″ E                                              | Smederevska Palanka (Golobok)  | 1894                                  |       |
| SK 1729 | Église Saint-Gabriel de Baničina                                                                            | 44° 17′ 21″ N, 20° 56′ 14″ E                                              | Smederevska Palanka (Baničina) | 1892                                  |       |
| SK 1731 | Église Saint-Côme-et-Saint-Damien d'Azanja                                                                  | 44° 26′ 04″ N, 20° 52′ 46″ E                                              | Smederevska Palanka (Azanja)   | 1884-1889                             |       |
| SK 1734 | Église de la Nativité-de-la-Mère-de-Dieu de Lipe                                                            | 44° 38′ 28″ N, 20° 59′ 52″ E                                              | Smederevo (Lipe)               | 1884                                  |       |
| SK 1735 | Église Saint-Élie de Mihajlovac                                                                             | 44° 32′ 35″ N, 20° 58′ 41″ E                                              | Smederevo (Mihajlovac)         | 1873                                  |       |
| SK 2020 | Villa Mitinac à Smederevo                                                                                   | Goranska 49 44° 39′ 51″ N, 20° 54′ 35″ E                                  | Smederevo                      | 1900 ; 1925                           |       |
| SK 2021 | Résidence d'été des Obrenović à Plavinac                                                                    | Timočka 2 44° 39′ 12″ N, 20° 53′ 34″ E                                    | Smederevo (Plavinac)           | 1865 ; 1897                           |       |
| SK 2022 | Propriété de Latinka Ivanović à Bašin                                                                       | 44° 17′ 13″ N, 20° 49′ 22″ E                                              | Smederevska Palanka (Bašin)    | Seconde moitié du XIXe siècle         |       |
| SK 2235 | Église de la Sainte-Trinité de Cerovac (avec la vieille école)                                              | 44° 19′ 14″ N, 20° 50′ 28″ E                                              | Smederevska Palanka (Cerovac)  | 1822 ; 1860                           |       |